# Björn Ranelid
Per Björn Sigvardson Ranelid, född 21 maj 1949 i Kirsebergs församling i Malmö, är en svensk författare och estradör.
Ranelid är en uppmärksammad kulturpersonlighet och föredragshållare, samt tidigare adjunkt i svenska, religionskunskap, matematik och filosofi 1977–1989. Han är bosatt på Österlen och på Södermalm i Stockholm.

## Biografi

### Bakgrund och familj
Ranelid växte upp på Sallerupsvägen 32 F i Malmöstadsdelen Ellstorp som son till typografen och konstnären Sigvard Ranelid och Margit Hansson (1913–1998). Han har en syster, Moona Viktorsson (1939–2001) och en bror, Håkan Ranelid (född 1946). En farbror är konstnären Folke Ranelid.
Som ung spelade Ranelid fotboll i Håkanstorps BK. Tidigt fick Malmö FF (MFF) upp ögonen för honom och värvade honom. Ranelid spelade endast en cupmatch för A-laget. Ranelid har även själv hävdat sig vara Sveriges snabbaste fotbollsspelare genom tiderna med ett personbästa på 100 meter på 10,71 sekunder. Rekordet är dock omtvistat, då det rör sig om en handklockad tid från militärtjänstgöringen.
Han har studerat filosofi, pedagogik, litteraturvetenskap, religionsvetenskap och svenska vid Lunds universitet och i tolv år arbetat som lärare i svenska och filosofi på ett gymnasium i Ystad.
Han gifte sig första gången 1971 med Carina Nyström (född 1951) och andra gången 1979 med Margareta Nilsson (född 1950), dotter till Alf Nilsson och Kersti Uhrström.
Ranelid är kristen och tror på "kärlek, sinnlighet och erotik" snarare än scientism. 2017 fick han tillstånd att vara vigselförrättare.

### Författarskap
”Mina berättelser är flyttfåglar som söker värmen och jag ger mig inte förrän de finner ett bo i ditt hjärta. Jag är herden som vaktar ordet, men ibland händer det att ett litet lamm går vilse eller att rovdjuret river mamman till döds.” Så skriver Ranelid om sitt eget författarskap.
Björn Ranelid är ”en person som väcker starka känslor, både genom sin framtoning och genom det sätt han skriver på. Få samtida författare har utsatts för så många aggressiva påhopp, men han tillhör samtidigt den grupp svenska författare som verkligen är älskade och respekterade. I sitt författarskap räds han aldrig att balansera på den hårfina gränsen mellan det som är stort och det som bara är storvulet.”
Ranelid erhöll Aftonbladets litteraturpris 1989 och Augustpriset för Synden (1994). I motiveringen till Augustpriset skriver juryn: "Som en skicklig illusionist förvandlar han, med ett överväldigande bildrikt språk, de udda och utsatta människorna till individualister som försvarar den enskilda människans integritet och värdighet."

### ”Ranelidfejden”
Hösten 2003 blossade den så kallade "Ranelidsfejden" upp. Dess ursprung var en personkaraktäristik av Ranelid som Linda Skugge skrev i en recension av en av hans böcker och som han uppfattade som kränkande och reagerade på. I den följande debatten engagerade sig flera kulturpersonligheter i frågan om hur elak man egentligen får vara i en recension.

### Talare och publik person
Ranelid är en flitig talare och medverkar ofta i TV. I september 2014 beskrev han själv sin gärning så här i Expressen:
| ” | Nu har jag skrivit 33 böcker och cirka 800 essäer, krönikor och artiklar. Därtill har jag gjort cirka 3 500 framträdanden och medverkat i alla de största programmen i Sveriges Television och TV4. Jag har talat inför fler människor i levande möten än någon annan svensk författare genom tiderna. Jag talar på stora företag, universitet, i San Francisco, Amsterdam, Paris, högskolor och i banker, kyrkor, bibliotek, idrottshallar med mera. Jag har gjort reklam för Ikea, Posten, Arla, Clas Ohlson, Carlshamns Mejerier (i television), Coop (i televisionen), MQ, Blossa och Nordea. Jag har publikrekordet på Liseberg med 55 000 människor den 17 maj 1995, när jag talade från den stora scenen där. Tre gånger har jag framträtt på Sollidens stora scen på Skansen i Stockholm. | „ |

Säsongen 2009/2010 medverkade Ranelid i SVT1:s Stjärnorna på slottet.  Han deltog tillsammans med Sara Li i Melodifestivalen 2012 med låten Mirakel som tog sig vidare till final i Globen men slutade på en tionde och sista plats.

## Stil och språk
Björn Ranelid själv, och i en del fall även media, framhåller ofta att han i sitt skrivande har en unik och helt egen språklig stil, kallad ranelidska. Det är dock inte helt tydligt vilka värderingar, positiva eller negativa, som är lagda i denna beteckning från början.
Östgöta Correspondenten skriver ”Hur säreget, skönklingande och omtumlande det än är, så är det en paradox att alla hans gestalter bär samma språkdräkt. I den finns inte plats för någon individualitet –  alla bär samma uniform.”
Svenska Dagbladet skriver (apropå Kniven i hjärtat, "ännu en lysande bok av Björn Ranelid /---/ Men Ranelids konstspråk inte bara visualiserar, det återskapar också vardagen i dess helighet."
Själv beskriver han sitt språk som ”...ett prosaspråk med vissa rötter i poesin, ett sinnligt och oförutsägbart språk utan konstiga ord. Inga långa flätade bisatser, en böljegång mellan långa och korta satser, viss suggestion i en del metaforer som ibland kan komma så tätt att de biter varandra i hälarna.”
År 2018 fick han Språkförsvarets hederspris för sitt skrivande som "vidgar och skänker nya toner och färgskiftningar till vårt svenska språk."
Här är ett exempel från Kniven i hjärtat (2010), där en man sitter i fängelse för att ha mördat sin otrogna hustru:
| ” | David är dömd till livstids fängelse, men kärleken och sorgen upphäver tyngdlagen och varje kväll flyger han över muren till sina barn, medan vakterna räknar fångarnas kroppar och glömmer bort själen. De förstår inte att han rymmer. Hans vingar är två av Guds bud: Du skall inte begå äktenskapsbrott och du skall inte dräpa. | „ |

Ett annat exempel från Fantastiska kvinnor i vattentornet (2018): "Gullviva, nattviol och johannesnyckel är fridlysta i Sverige, men inte barnen."

## Priser och utmärkelser
- 1987 – Ystad kommuns kulturpris
- 1989 – Aftonbladets litteraturpris
- 1990 – Stipendium ur Lena Vendelfelts minnesfond
- 1992 – Lars Ahlin-stipendiet
- 1994 – Augustpriset för Synden
- 1995 - Malmö Fotbollförenings kulturpris
- 1999 – Gleerups litterära pris (skönlitterära priset)
- 2001 – Bernspriset
- 2003 – Lengertz litteraturpris
- 2004 – Doblougska priset
- 2004 – Malmö stads kulturpris
- 2006 – Region Skånes kulturpris
- 2014 – Stina Aronsons pris[21]
- 2018 – Språkförsvarets hederspris[22]

År 2009 instiftade Lärarnas Riksförbund och Beijbom Books Björn Ranelidpriset.